# Anthony Sablan Apuron
Anthony Sablan Apuron O.F.M.Cap. (* 1. listopadu 1945, Hagåtña, Guam, USA) je guamský katolický řeholník a kněz, v letech 1994-2018 arcibiskup agañský na Guamu.

## Sexuální zneužívání nezletilých
V květnu 2016 byl arcibiskup Apuron obviněn ze sexuálního zneužívání mladistvých, které měl provádět v 70. letech 20. století. V červnu 2016 byl Svatým stolcem suspendován, a v říjnu 2016 byl jmenován koadjutor arcidiecéze, arcibiskup Michael Jude Byrnes. V březnu 2018 apoštolský tribunál Kongregace pro nauku víry prohlásil Apurona vinným z některých bodů obžaloby, zbavil jej titulu arcibiskupa a zakázal mu pobyt na území arcidiecéze.  Vzhledem k odvolání rozsudek zatím nenabyl právní moci. Apuron tak nepodléhá trestům, zůstává arcibiskupem, ale funkci vykonává koadjutor BYrnes.
Arcibiskup Apuron je také komturem s hvězdou Řádu Božího hrobu a do roku 2018 byl velkopřevorem jeho magistrální delegace na Novém Zélandu, založené roku 2015.